# Wypadek (film)
Wypadek (tytuł oryg. Yi ngoi) – hongkoński dramatyczny film akcji w reżyserii Cheanga Pou-soi, którego premiera odbyła się 2 września 2009 roku.

## Obsada
Źródło: Filmweb

- Louis Koo – Ho Kwok-fai, Brain
- Richie Jen – Chan Fong-chow
- Stanley Fung – wujek
- Michelle Ye – kobieta
- Lam Suet – grubas
- Alexander Chan – Wong
- Yuqin Han – żona Chan Fong-chow
- Monica Mok – żona Braina

## Nagrody i nominacje
Źródło: Internet Movie Database
| Rok  | Miejsce                                             | Nagroda              | Kategoria               | Odbiorcy i nominowani                                | Wynik     |
| ---- | --------------------------------------------------- | -------------------- | ----------------------- | ---------------------------------------------------- | --------- |
| 2009 | Kataloński Międzynarodowy Festiwal Filmowy w Sitges | Best Film            |                         | Cheang Pou-soi                                       | Nominacja |
| 2009 | Tokyo Filmex                                        | Grand Prize          |                         | Cheang Pou-soi                                       | Nominacja |
| 2009 | Międzynarodowy Festiwal Filmowy w Wenecji           | Golden Lion          |                         | Cheang Pou-soi                                       | Nominacja |
| 2010 | Hong Kong Film Awards                               | Hong Kong Film Award | Best Supporting Actress | Michelle Ye                                          | Wygrana   |
| 2010 | Hong Kong Film Awards                               | Hong Kong Film Award | Best Screenplay         | Szeto Kam-Yuen, Lik-Kei Tang, Milkyway Creative Team | Nominacja |
| 2010 | Hong Kong Film Awards                               | Hong Kong Film Award | Best Editing            | David M. Richardson                                  | Nominacja |
| 2010 | Hong Kong Film Awards                               | Hong Kong Film Award | Best Supporting Actor   | Stanley Fung                                         | Nominacja |